# Чогьял Миньюр Тенпа
Чогьял Минджур Тенпа (урожденный Дамчхо Лхендруб, 1613 г.) был третьим Друк Деси, светским главой Бутана, а до этого первым Пенлопом (губернатором) Тронгсы (Тронгсаба) Его пребывание на посту Пенлопа было примечательно строительством сторожевой башни и объединением восьми восточных округов в Шарчог Хорло Цибгье.

## История
Чогьял Минджур Тенпа родился в 1613 году в тибетском городе Мин-Чхуд под именем Дамчхо Лхендруб. Он стал монахом в раннем возрасте. До назначения первым Пенлопом Тронгсы в 1647 году он был назначен Умзеем (мастером песнопений). В качестве Пенлопа Тронгсы он был послан в Шарчог Кхорло Цибгье для борьбы с владыками Восточного Бутана, в чем он преуспел. Он построил множество дзонгов в Лхуенце, Трашиганге, Джакаре и Жемганге, а также возвел Та Дзонг в Тронгсе. Позже, в 1667 году, Шабдрунг Нгаванг Намгьял назначил его вторым Друк Деси.